# 大门宏
大门宏（日语：／ Daimon Hiroshi，1962年2月16日—），日本男子自行车运动员。他曾代表日本参加1986年和1994年亚洲运动会自行车比赛，获得一枚银牌。他也曾参加1992年夏季奥林匹克运动会。